# Rodobrana
Rodobrana (literalmente Defesa da Pátria/Defesa da Nação) foi uma organização paramilitar na Eslováquia do Partido Popular Eslovaco do começo dos anos vinte.. A organização existiu entre 1923 e 1927 na Checoslováquia, quando as autoridades ordenaram a sua dissolução, embora muitos de seus membros continuaram a atuar em outras organizações partidárias. Ressurgiu durante a Segunda Guerra Mundial como uma nova seção e uma predecessora da Guarda de Hlinka.